# Niclas Knudsen

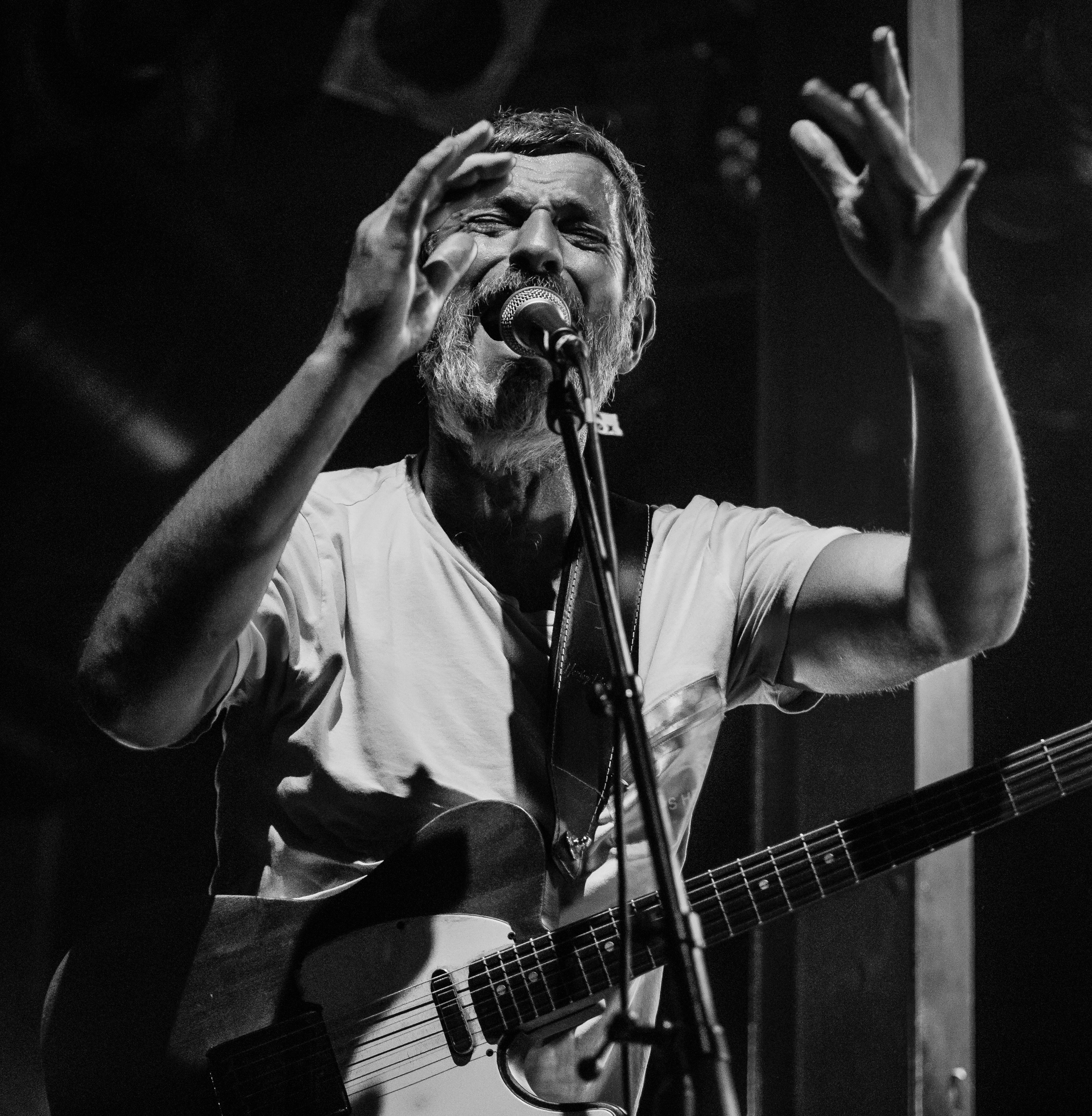
Niclas Knudsen auf der Bühne in Blå, Oslo 2023
Foto von Tore Sætre

Niclas Knudsen (* 30. Januar 1972 in Kopenhagen) ist ein dänischer Fusion- und Jazzmusiker (Gitarre).

## Wirken
Knudsen studierte bis 1992 am Berklee College of Music. Zunächst bildete er mit Anders Mogensen, Kasper Tranberg und Nils Davidsen die Gruppe When Granny Sleeps, die mit Dave Liebman und mit Ray Anderson konzertierte und aufnahm; zudem tourte er 1996 mit Ok nok Congo und John Tchicai durch Dänemark. 
Knudsens Alben Human Beat Boxer (1997) und Human Beat Boxer: Second Stroke (1999) wurden von der Kritik positiv aufgenommen. 2002 gründete er zusammen mit dem Schlagzeuger Stefan Pasborg und dem Orgelspieler Jeppe Tuxen das Trio Ibrahim Electric, das weltweit tourte und mehrere Alben veröffentlichte, zuletzt Time Machine (2020). Mit dem Bassisten Matt Garrison, mit dem er zwei Alben aufnahm, tourte er daneben durch Skandinavien. Seit 2014 gehört er zum Quartett von Christina Dahl. Zudem spielt er Folk bei Fra de Varme Lande.
Außerdem arrangierte und co-produzierte Knudsen das Debütalbum der dänischen Rockband Vildnis und spielte auf der zweiten CD-Veröffentlichung des dänischen Barden Rasmus Nøhr. Im Bereich des Jazz verzeichnet Tom Lord 41 Aufnahmen von ihm zwischen 1994 und 2020.

## Preise und Auszeichnungen
Knudsen gewann 1994 mit When Granny Sleeps den zweiten Preis im Wettbewerb der Leverkusener Jazztage, 1996 mit der Gruppe Science Fiction Quartet und 1999 mit der Gruppe Out to Lunch den ersten Preis beim Gexto Jazz Wettbewerb. Mit dem Roland Musical Award wurde er 1998 als herausragender Nachwuchsmusiker ausgezeichnet. 1999 erhielt er einen Danish Music Award für sein Spiel auf der CD Jazz and Mambo des Saxophonisten Hans Ulrik.

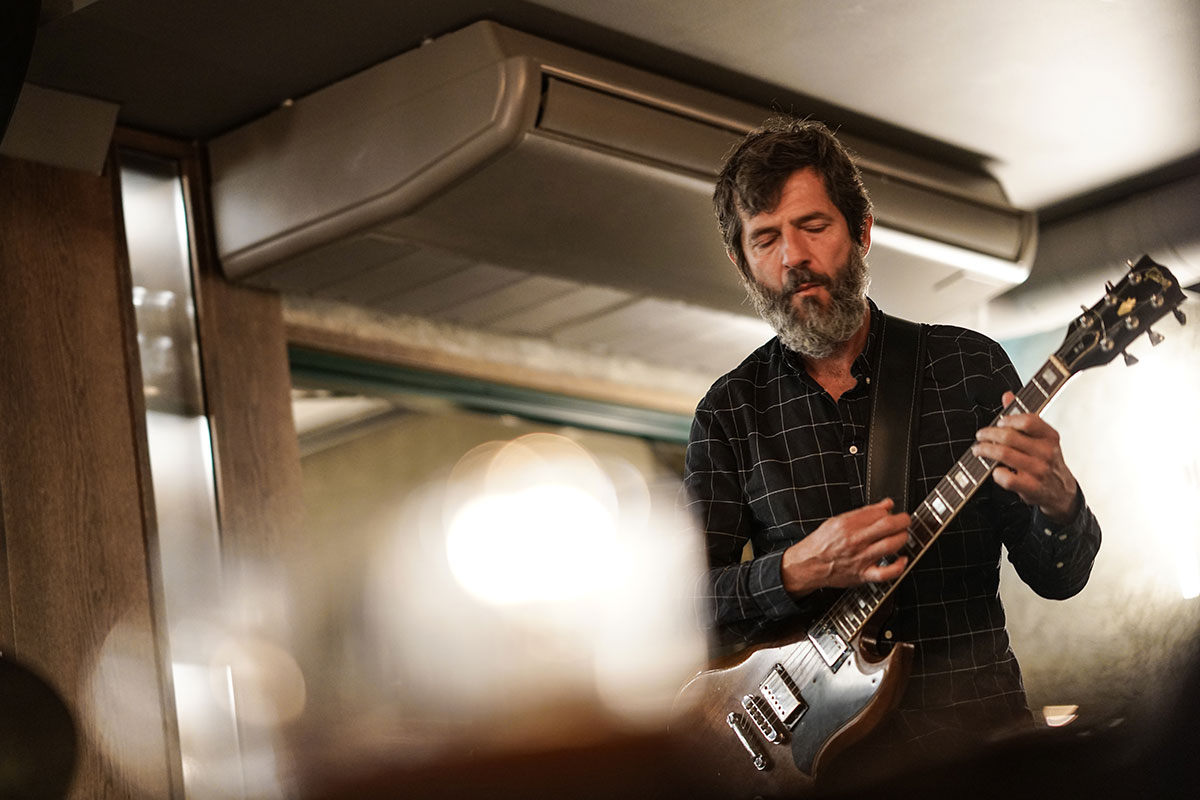
Niclas Knudsen (2019)

## Diskographische Hinweise
- Niclas Knudsen Featuring Adam Nussbaum: Human Beat Boxer (Stunt Records 1997)
- Niclas Knudsen Featuring Román Filiú & Adam Nussbaum: Human Beat Boxer // Second Stroke (Stunt Records 1999)
- Anders Mogensen, Niclas Knudsen Featuring Matt Garrison (Music Mecca 2004)
- Jesper Lundgaard, Hans Ulrik, Niclas Knudsen: Walk Tall (The Adderley Project) (Storyville Records 2013)
- Guitar Inferno (Gateway 2016)
- Niclas Knudsen Trio: Times Revisited (2021)[2]